# Crap dalla Gneida

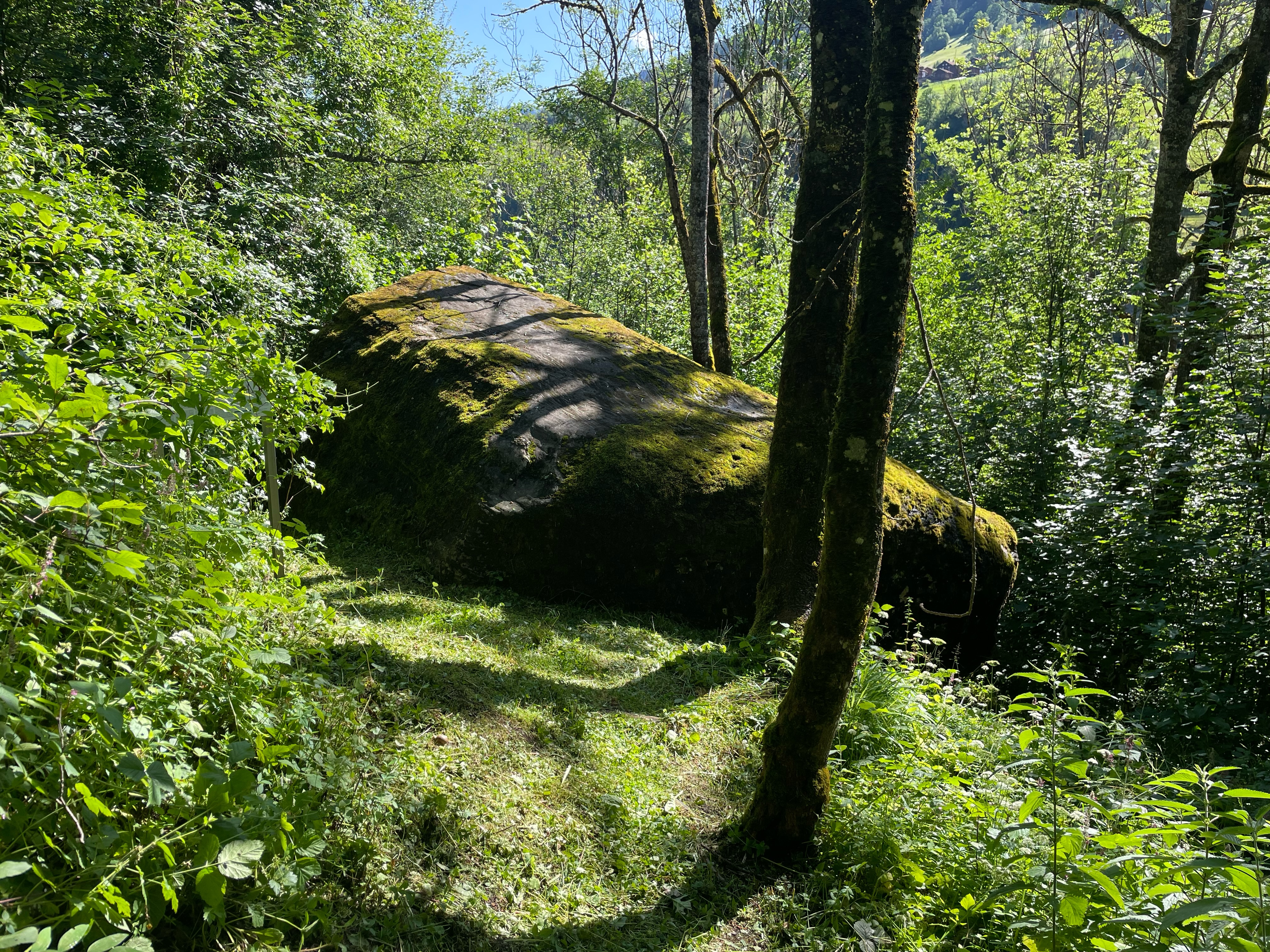
Crap dalla Gneida

Der Crap dalla Gneida ist ein  grosser erratischer Block im Val Lumnezia im Kanton Graubünden in der Schweiz. Er wird nach einer Sage auch Teufelsstein oder Erlenstein genannt (Gneida ist die romanische Bezeichnung für einen Erlenwald).

## Lage

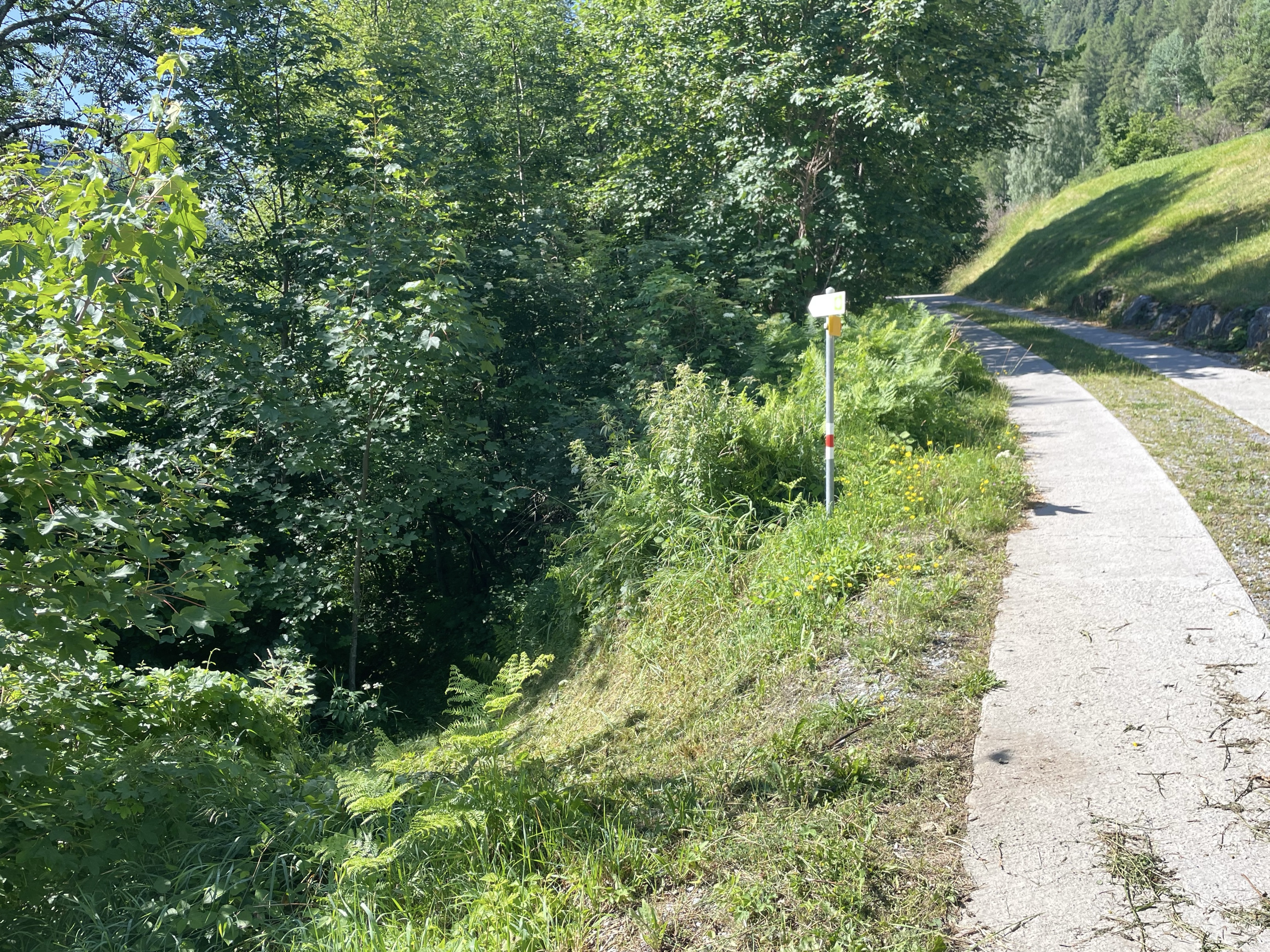
Abzweigung zum Weg

Der Stein liegt gut 600 Meter südlich des Dorfes Surcasti auf einer Höhe von ca.  960 m ü. M. in einem steilen, zum Valser Rhein abfallenden und dicht von Erlen bewachsenen Gelände. Von einem Wanderweg führt ein schmaler steiler Pfad mehrere hundert Meter hinunter zum Stein. Bei der Abzweigung steht ein nicht beschrifteter Wegweiser.
Wie prähistorische Funde zeigen, liegt der Felsblock unweit eines schon vor 3000 Jahren begangenen Pfades, der als Teil einer Nord-Süd-Überquerung der Alpen von Ilanz/Glion nach Süden über den Valserberg ins Tal des Hinterrheins führte. Bei der ehemaligen Burg Surcasti und in Crestaulta bei Surin wurden Spuren von frühzeitlichen Siedlungen gefunden.

## Beschreibung
Der Stein ist ca. 4 Meter hoch. Er misst von Norden nach Süden gegen 7 Meter, in der Breite bis zu 3,5 Meter. Die Oberfläche ist stark verwittert und zum Teil mit Moos bewachsen. Nach Süden fällt er bergwärts eher flach ab, die anderen Seiten sind steil. Er besteht aus Sandstein mit Einlagen aus Tonschiefer. In die nach Süden geneigte Oberfläche sind dreizehn Schalen und sechs Kreuze eingeritzt.

## Schalen und Kreuze
Die erwähnten Schalen und Kreuze sind für Ungeübte kaum noch zu erkennen oder sind von Moos überwachsen. Die Interpretationen derartiger Zeichen, wie sie in der Surselva häufig vorkommen, reichen von natürlicher Herkunft über Zahlenmarken, Mahlsteine, Land- oder Sternkarten, Opfersteine für Blutopfer oder Peilsteine für astronomische Berechnungen. Als sicher wird angenommen, dass die Zeichen zu unterschiedlichen Zeiten – von der Steinzeit bis zum Mittelalter – stammen und wohl auch unterschiedlichen Zwecken dienten.
Für die Zeichen auf dem Crap dalla Gneida werden Peilungen zu anderen markanten Punkten in der näheren und weiteren Umgebung vermutet, so etwa zur Kapelle Sontga Catarina auf der gegenüberliegenden Talseite, zu Schalensteinen bei Kirche von Tersnaus, zum Sonnenaufgangspunkt zur Zeit der Sommersonnenwende oder zu einem Geländesporn von Glenner und Valserrhein, wo Bodenfunde bei Sogn Luregn eine Besiedlung zur Bronze- und älteren Eisenzeit belegen.

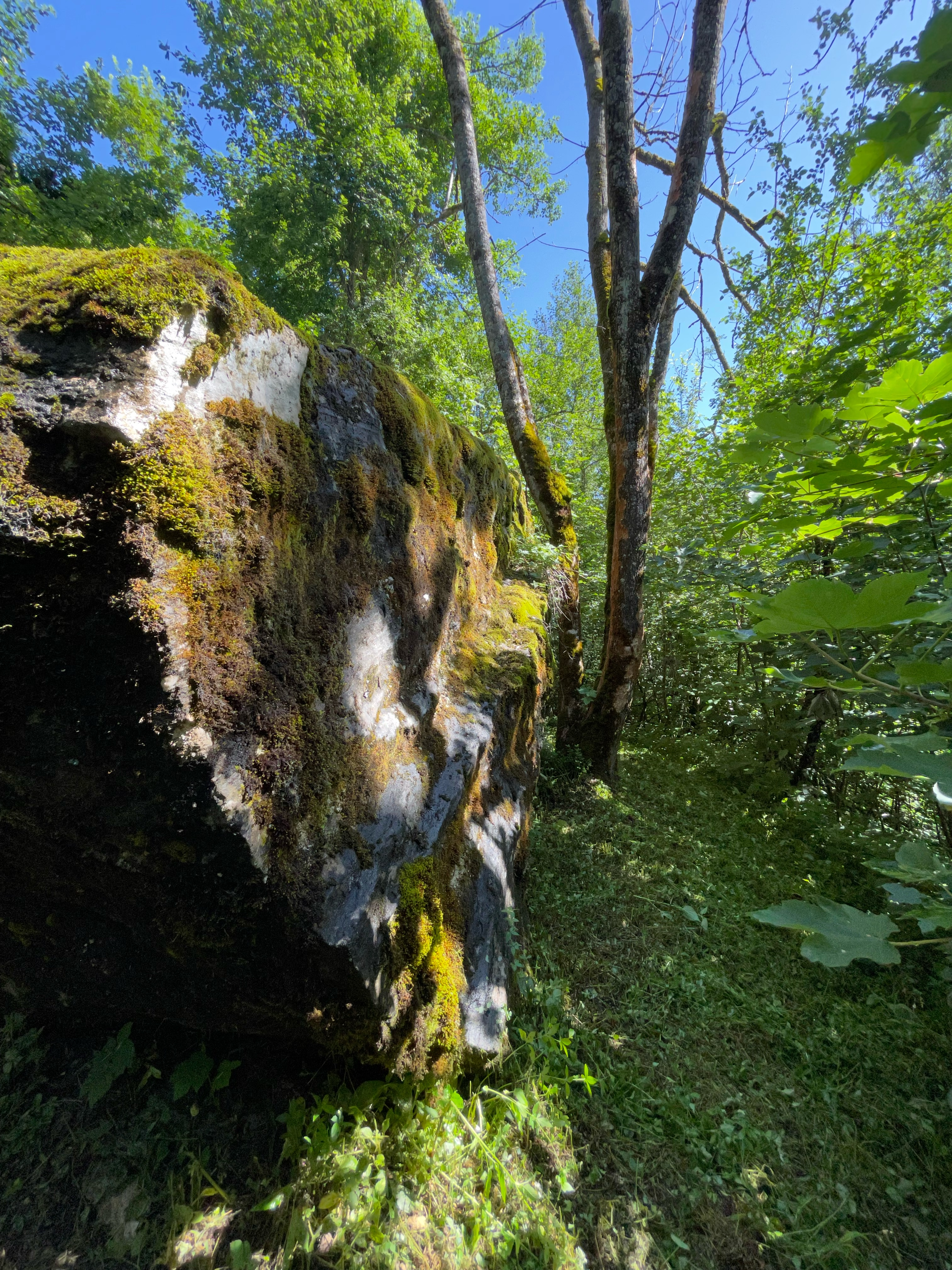
Talseite
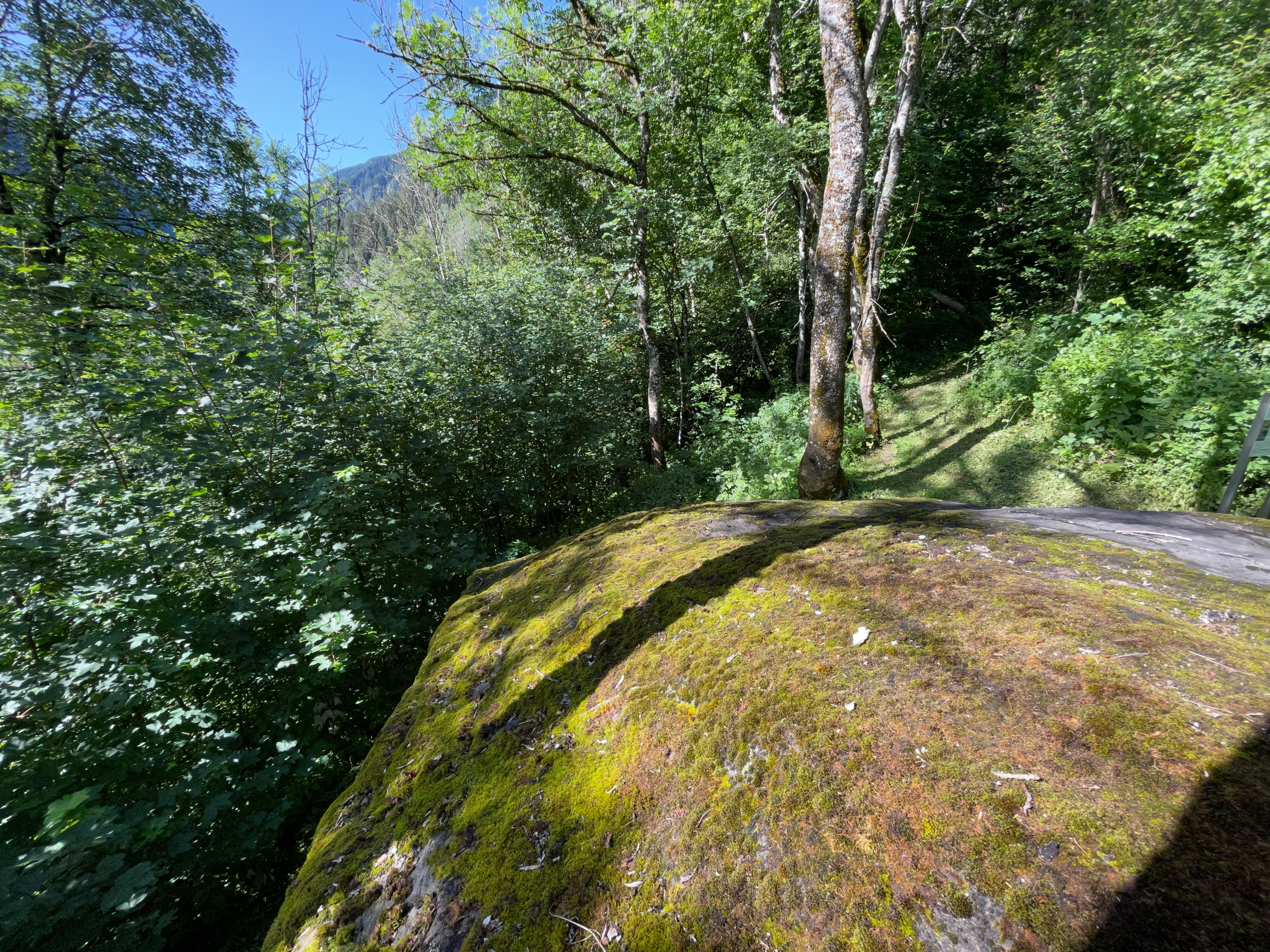
Blick nach Süden
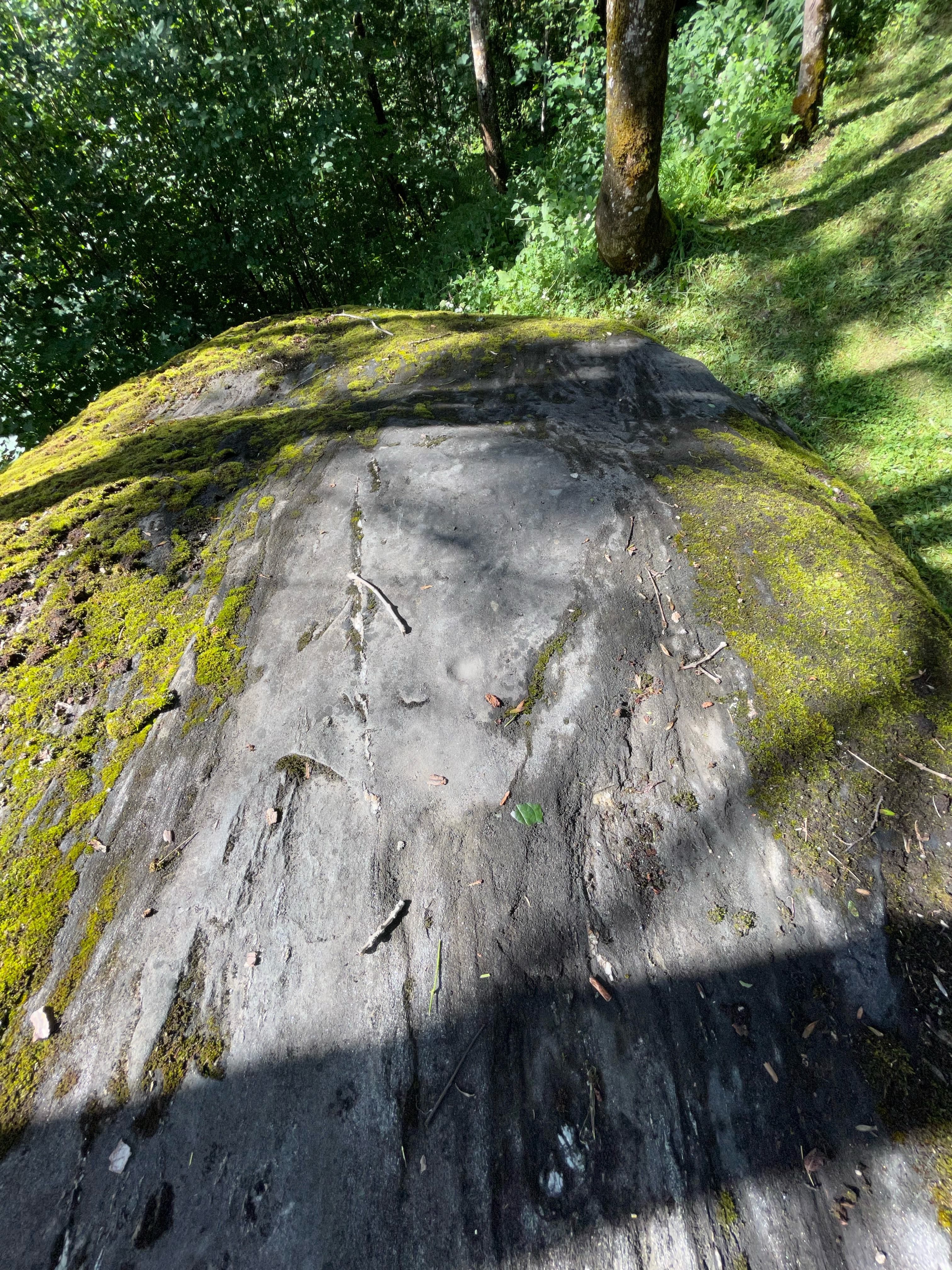
Oberfläche, in der Mitte eine Schale

## Sage
Wie bei vielen riesigen Felsblöcken ist auch der Crap dalla Gneida mit einer Sage verbunden:
Als die Bewohner von Tersnaus die Kirche Sontga Catarina erbaut hatten, wollte der zornige Teufel einen gewaltigen Felsbrocken auf die Kapelle werfen, um sie zu zerstören. Aber er verfehlte sein Ziel, der Felsblock stürzte mit Getöse ins Bachbett des Glenner hinunter. Aus Wut habe der Teufel den Stein danach noch ein gutes Stück den gegenüber liegenden Abhang hinaufgeworfen, wo er im Erlengebüsch stecken blieb. Noch heute sollen die Abdrücke seiner Füsse und Klauen, seines Kopfes und Rückens im Stein zu sehen sein.